# Georges Lacombe (regista)
Georges Lacombe, noto anche con lo pseudonimo di G. Lacombe (Parigi, 19 agosto 1902 – Cannes, 14 aprile 1990), è stato un regista e sceneggiatore francese.

## Biografia
Dopo la scuola agraria debutta nel cinema come assistente nei primi film di René Clair: Entr'acte, Il fantasma del Moulin Rouge, Il viaggio immaginario, La preda del vento, Un cappello di paglia di Firenze, La tour, I due timidi (unitamente a Georges Lampin), Sotto i tetti di Parigi (unitamente a Marcel Carnè) e Il milione.
Il suo film di esordio, il cortometraggio La zone, è da inserire nel movimento d'avanguardia. «Nel 1928 debuttarono, con cortometraggi più o meno noti, alcuni cineasti che acquisteranno negli anni successivi una certa importanza», tra questi, insieme a Georges Lacombe sono ricordati Jean Dréville, Albert Guyot, Claude Autant-Lara. Nel periodo dell'occupazione tedesca della Francia realizzò il film Monsieur La Souris, la storia di un lunatico e arguto clochard tratto da un romanzo di Georges Simenon. Riguardo a questo film la sua direzione di Raimu è stata ritenuta molto buona così come quella di Édith Piaf in Montmartre-sur-Seine.

## Filmografia

### Regista

#### Cinema
- La zone  (1928) - cortometraggio
- Bluff (1929) - cortometraggio
- Boule de gomme (1931) - cortometraggio
- Cercasi amante (Un coup de téléphone) (1932)
- Ce cochon de Morin (1932)
- Pan!... Pan!... (1932) - cortometraggio
- Jeunesse (1933)
- La femme invisible (1933)
- Les époux scandaleux (1935)
- La route heureuse (1936)
- Le coeur dispose (1937)
- Caffè internazionale (Café de Paris) (1938), co-regia con Yves Mirande
- Melodie celesti (Les musiciens du ciel) (1940)
- Dodici donne (Elles étaient douze femmes) (1940)
- L'ultimo dei sei (Le dernier des six) (1941)
- Le journal tombe à cinq heures (1942)
- Monsieur La Souris (1942)
- L'escalier sans fin (1943)
- Quella che tu non sei (Florence est folle) (1944)
- Les condamnés (1948)
- La prima luce (Prélude à la gloire) (1950)
- La notte è il mio regno (La nuit est mon royaume) (1951)
- I sette peccati capitali (Les sept péchés capitaux), co-regia di Yves Allégret, Claude Autant-Lara, Eduardo De Filippo, Jean Dréville, Carlo Rim e Roberto Rossellini (1952) (episodi di collegamento)
- L'appel du destin (1953)
- I tuoi occhi bruciano (La lumière d'en face) (1955)
- Traffico bianco (Cargaison blanche) (1958)
- L'âne et le boeuf (1962) - cortometraggio

#### Televisione
- L'âme de Nicolas Snyders (1961)
- Message pour Margaret (1964)
- Monsieur de Pourceaugnac (1970)
- Les mensonges (1971)
- Une atroce petite musique (1973)

#### Serie TV
- Leclerc enquéte (L'inspecteur Leclerc enquête) – serie TV, episodi 1x23 (1962)

### Regista e sceneggiatore

#### Cinema
- Boule de gomme (1931)
- Caffè internazionale (Café de Paris), co-regia di Yves Mirande (1938)
- Dietro la facciata (Derrière la façade), co-regia di Yves Mirande (1939)
- Montmartre sur Seine (1941)
- Le pays sans étoiles (1946)
- Turbine d'amore (Martin Roumagnac) (1946)
- L'ultima notte (Leur dernière nuit) (1953)
- A Parigi in vacanza (Mon coquin de père) (1958)

### Sceneggiatore

#### Cinema
- Leçon de conduite, regia di Gilles Grangier (1946)